# Кембрийские горы
Кембрийские горы (англ. Cambrian Mountains, валл. Mynyddoedd Cambria) — ряд плоскогорий в Великобритании, отделяющие Уэльс от Англии и занимающие основную часть полуострова Уэльс. Высшая точка — гора Плинлимон-Ваур.

## Характеристика
Длина Кембрийских гор составляет около 60 километров. Горы включают в себя южные горы Уэльса — Маяки Брекона, горы северных Кармартеншира и Кередигиона, и Сноудонию в Северном Уэльсе.
Первоначально термин «Кембрийские горы» применялся в общем смысле к большей части нагорья Уэльса. С 1950-х использование этого названия стало всё более и более локализованным к географически гомогенному нагорью среднего Уэльса, известному на валлийском языке как Elenydd (которое простирается от Пимлимона до Минид-Маллайна).
Эта бесплодная и малонаселённая дикая местность часто упоминается как Пустоши Уэльса. Тем не менее, они снабжают водой весь Уэльс и такие большие английские города, как Ливерпуль и Бирмингем.